# Dermaleipa minians
Dermaleipa minians là một loài bướm đêm thuộc họ Erebidae. Nó được tìm thấy ở Madagascar.